# Юкатанская война рас

Территории непризнанного государства Чан-Санта-Крус, неподконтрольного Мексике (1870 год)

Юкатанская война рас, также Юкатанская война каст (исп. Guerra de Castas) — восстание индейцев майя на полуострове Юкатан: территория современных мексиканских штатов Кинтана-Роо, Юкатан и Кампече, а также север государства Белиз.
Война началась в 1847 году. Одна из воюющих сторон — юкатеки (исп. Yucatecos), представляла собой население европейского происхождения — креолов и метисов, — основной район проживания которых находился на северо-западе полуострова. Другая — индейцы майя, проживавшие на юго-востоке. Официальное окончание войны — взятие мексиканскими войсками столицы майя Чан-Санта-Крус (современный город Фелипе-Каррильо-Пуэрто, штат Кинтана-Роо) в 1901 году, но вооружённые столкновения продолжались до 1935 года, когда в Мехико был заключен мирный договор с руководителями повстанцев. Всё это время районы на востоке полуострова оставались неподконтрольными мексиканскому правительству.
Потери с обеих сторон за всё время боевых действий оцениваются в 250 тысяч человек.

## Предпосылки
Во времена испанского правления на Юкатане, как и везде в Новой Испании, была законодательно установлена кастовая система. На вершине социальной пирамиды находились родившиеся в Испании, имевшие право занимать официальные должности. На следующих ступенях — потомки испанских эмигрантов, креолы, метисы, индейские «идальго» (исп. Hidalgos) — потомки майяской знати, поддержавшие испанцев во время завоевания Юкатана. На последней ступени этой пирамиды находились майяские крестьяне, обращённые (часто номинально) в католичество, но продолжавшие говорить на родном языке. Малодоступный, болотистый юго-восток полуострова до конца XVIII века жил фактически независимо.
После обретения независимости от Испании провинциями Центральной Америки место испанцев заняли креолы. На Юкатане они себя называли юкатеки. При распаде провинций на отдельные государства они позиционировали себя как отдельную нацию. Было много сказано о правах индейцев, но на деле те не получили никаких прав. Индейские общинные земли захватывались новыми частными собственниками. Вся политическая и культурная власть сосредоточилась в руках юкатеков.
В 1841—1848 годах существовала Республика Юкатан, которая объявила независимость, предлагала формирование федерации с остальной Мексикой, но была подавлена центральными властями.

## Начало войны. Культ «Говорящих крестов»
Начало восстанию положил возникший на востоке полуострова культ «Говорящих крестов». Огромный деревянный крест в одной из индейских деревушек якобы начал говорить. Он призвал выгнать с индейских земель чужаков. Впоследствии количество крестов увеличилось до трёх. Новая религия была далека от католицизма и обрядами больше походила на старинную майяскую. Её последователи называли себя крусоб (Cruzob — исп. cruz «крест» + -ob, показатель множ. числа в языках майя). Весной 1848 года восставшие индейцы захватили почти весь Юкатан. В руках властей оставались только большие города — Кампече и Мерида — и дорога между ними. Такой поворот оказался неожиданностью для юкатеков. Меридский губернатор Мигель Барбачано (Miguel Barbachano) подготовил даже указ об эвакуации города, но он не был оглашён якобы из-за неимения листа бумаги для официальных документов. В это время войска юкатеков перешли в наступление и сняли блокаду с Мериды. Это стало возможным благодаря тому, что индейские ополченцы, которые были простыми крестьянами, не воспользовались своей выгодной позицией и отступили из-за начала посевных работ.
Руководство юкатеков, забыв о притязаниях на независимость, обратилось к мексиканскому руководству с просьбой о вхождении Юкатана в состав Мексики в обмен на немедленную военную помощь. Мексика получила от США по мирному договору Гуадалупе-Идальго (Treaty of Guadalupe Hidalgo) большую контрибуцию в обмен на потерянные территории и решила, что может помочь юкатанским креолам. 17 августа 1848 года Юкатан был официально включен в состав Мексики. К 1850 году мексиканцы контролировали большую часть полуострова, кроме юго-востока, защищённого практически непроходимым массивом джунглей.
На этой территории индейцы майя, последователи говорящих крестов, построили столицу в деревне Чан, ставшую известной как Чан-Санта-Круз. Было объявлено независимое государство с таким же названием. Для говорящих крестов в новой столице был построен храм. В 1855 году новое государство было признано Британской империей. Этим шагом она стремилась обезопасить Британский Гондурас (современный Белиз), вооружённые силы которого уступали в мощи индейцам. Одновременно Великобритания давала понять, что эта часть Юкатана входит в зону её интересов. Чан-Санта-Круз снабжался из британской колонии оружием, боеприпасами, другими товарами. Известно также, что майя поддерживало правительство Республики Гондурас. 11 января 1884 года в Белиз-Сити было подписано соглашение между вице-губернатором Юкатана и лидером крусоб Кресенсио Поот (Crescencio Poot) о признании суверенитета Мексики над Чан-Санта-Круз в обмен на признание законным действующего руководства, но в следующем году договор был расторгнут индейской стороной.

## Другие индейские формирования в регионе
Чан-Санта-Крус контролировал большую часть неподконтрольной Мексике территории Юкатана от древнего Тулума на севере до границы с Британским Гондурасом. Но в сельве действовали и другие независимые индейские общины, не признававшие власти говорящих крестов.
Одна из них — Ишканха (Ixcanha), численностью около 1000 человек, оставалась преданной католицизму. Мексика вынуждена была номинально признать их независимость (до 1894 г.) и снабжать оружием для защиты от крусоб. Другое индейское формирование — майя Икаиче (Icaiche Maya) — действовало в джунглях центральной части полуострова. Они с 1860 г. воевали как с мексиканцами, так и с крусоб, а в 1870 году под предводительством Маркоса Канула (Marcos Canul) напали на Британский Гондурас, захватив города Коросаль и Оранж-Уолк (1872 г.). Британская армия в ответ совершила рейд против этих повстанцев, применив зажигательные ракеты. После смены лидера и эта группа заключила соглашение с Мексикой.

## Постепенное затухание боевых действий
В 1893 году Великобритания подписывает с Мексикой договор, по которому признает за последней суверенитет над всем Юкатаном, кроме Белиза. Причина этому — британские инвестиции в экономику Мексики и заинтересованность в хороших отношениях с ней. Граница Белиза со страной Чан-Санта-Крус была закрыта. Это было большим ударом для индейцев, так как торговля с англичанами являлась единственным источником боеприпасов.
5 мая 1901 года мексиканские войска под руководством генерала Игнасио Браво (Ignacio Bravo) овладели городом Чан-Санта-Крус. Это был третий поход мексиканцев, до этого два других окончились неудачей.
Но говорящие кресты — свою главную святыню — крусоб успели эвакуировать. Теперь центр сопротивления переместился на побережье, штаб находился в древнем городе Тулум, до этого пустовавшем не менее ста лет. Тулум находился на известняковой скале, возвышавшейся над топким морским побережьем, и был единственным майяским городом, имевшим каменные стены. Жители побережья по-прежнему убивали всех испаноязычных, кто решался зайти на эту территорию.
В 1915 году восстание вспыхнуло с новой силой. На короткий период крусоб снова захватили свою бывшую столицу и разрушили железную дорогу (длина — около 30 км), построенную мексиканцами от этого городка до побережья залива Вознесения (Bahia de la Ascension). Пристань была сожжена. Дорога и пристань не были восстановлены и позднее — а в настоящее время побережье залива включено в биосферный заповедник Сиан-Каан (Sian Ka`an). Правительством Мексики на Юкатан был послан генерал Сальвадор Альварадо (Salvador Alvarado). Однако крупных столкновений более не было, последняя кровопролитная перестрелка случилась в апреле 1933 года у деревни Джула (Dzula) — погибли пять майя и два мексиканских солдата.
В 1935 году вожди крусоб Майо и Кочуа на самолёте были доставлены в Мехико, где подписали договор о почётном мире. Майо была выдана генеральская форма и назначено жалование.
После 1952 года говорящие кресты были перевезены из Тулума в городок Чомпон (Chumpon), раз в год их на неделю привозят в Тулум. В 90-х годах XX века в Чомпоне был открыт музей, посвященный борьбе индейцев.
В 2021 году президенты Мексики и Гватемалы попросили прощения у народа майя за репрессии и войну на истребление, начатую этими государствами.